# Biliardo ai Giochi paralimpici
Il biliardo è sport paralimpico ai Giochi paralimpici estivi sin dalla prima edizione di Roma 1960 e lo è stato sino agli VIII Giochi paralimpici estivi di Seul 1988 per otto edizioni.